# アクタバン・シュブルンドゥ
アクタバン・シュブルンドゥ(カザフ語: Ақтабан шұбырынды, 「裸足の逃走」)とは、1720年代にジュンガルが大挙してカザフに侵入し、その地の住民に甚大な被害を与えた出来事である。大いなる災厄とも呼ばれる。この出来事はロシアによるカザフ草原併合の一因になったとされる。また、カザフ人の民族意識の形成に大きな役割を果たしたという見解もある。

## 概要
カザフ・ハン国は16世紀のカーシム・ハン（在位：1511年 - 1518年）の時代に絶頂期を迎えたが、のちに政治的な統一を失い、18世紀前半までに3つのジュズと呼ばれる部族連合体に分裂していた。この分裂傾向はタウケ・ハン（在位：1680年 - 1718年）の治世に一時抑えられるが、その死後には再び内紛が激化した。
このような状況のカザフに押し寄せたのが東方のモンゴル系遊牧集団、ジュンガルである。彼らは清の圧迫を受けて、17世紀前半よりカザフへの侵入を繰り返した。特に、ツェワンラブタン治世下の1723年から1727年にかけて行われた襲撃はカザフの人々に大打撃を与え、「アクタバン・シュブルンドゥ（大いなる災厄）」として長らく記憶されることになった。その襲撃の中でジュンガルはタシュケントやテュルキスタン、サイラムといった都市を略奪し、多くの難民を生じさせたという。
一方で、カザフ側もボゲンバイなどのバトゥル（勇士）の指揮のもと侵攻に抵抗した。1726年にはカラ・シユルでジュンガルの軍勢が敗北し、その地は「カルマク（オイラト）が死んだ場所」を意味する「カルマク・クルルガン」の名で呼ばれるようになった。また、1729年頃には小ジュズのアブル＝ハイル・ハン（在位：1716年 - 1748年）が3つのジュズの連合軍を率いてアヌラカイで勝利を収め、その戦場は「敵の嘆き声と涙」と言われた。

## 影響
「アクタバン・シュブルンドゥ」後の1731年、アブル＝ハイル・ハンはジュンガルから身を守るためロシアのアンナ女帝へ保護を求めた。そして、1740年には中ジュズのアブライ・ハン（1711年 - 1781年）もこれにならってロシアへ臣従した。これらの従属を契機としてロシアによるカザフ草原への干渉が始まり、1820年代には小・中ジュズでロシアの直接統治が導入されることになった。